# Normativa sobre els Pressupostos Generals de l'Estat d'Espanya
La normativa sobre els Pressupostos Generals de l'Estat d'Espanya està formada per determinats articles de la Constitució espanyola de 1978; la Llei General Pressupostària; les lleis anuals de Pressupostos Generals de l'Estat (PGE); les ordres ministerials anuals sobre l'elaboració dels pressupostos; altres disposicions de rang inferior més normes jurídiques que tracten d'alguna manera la matèria.

## Evolució normativa
En el segle xix hi havia legislació en matèria pressupostària trobada en les lleis de comptabilitat de 1850 i 1870.
En el segle xx, la legislació més important respecte dels pressupostos estatals va ser la Llei d'Administració i Comptabilitat de l'1 de juliol de 1911. Aquesta llei es va mantindre vigent fins a la Llei General Pressupostària de 1977, passant moltes modificacions.
La Llei d'Administració i Comptabilitat establia que els Pressupostos Generals de l'Estat expressava les obligacions de l'Hisenda que havien de ser satisfetes en un any en relació amb els serveis que s'havien de fer durant eixe any i el càlcul dels recursos o mitjans realitzables per a complir aquestes obligacions. També establia que es farien cada dos anys, tancant-se cada any de manera separada.
L'article 35 establia que s'estructurara en dos parts: la primera que es referira a les obligacions generals de l'Estat (Casa Reial, cossos colegisladors, deute públic i classes passives) i la segona a les obligacions dels departaments ministerials.
L'Ordre Ministerial de 26 de juliol de 1957 introduí canvis importants en l'estructura econòmica dels PGE.
El Decret 6/1962 de 18 de gener implicà un tractament més complet de les fases de gestió de la despesa pública. L'Ordre Ministerial d'1 d'abril de 1967 sentà les bases per a una classificació dels ingressos i despeses més moderna.
La Llei de 19 de desembre de 1974 de Pressupostos Generals de l'Estat per a 1975 establí en l'article 44 que els pressupostos foren formats cada any.
La Llei 11/1977, de 4 de gener, General Pressupostària establia que solament les societats estatals que rebien subvencions havien de presentar pressupostos que havien de ser aprovats en Consell de Ministres. Unificava en un sol text diverses normes i regulava matèries que encara no havien rebut suport legal. Aquesta llei seria derogada més avant amb el Reial Decret Legislatiu 1091/1988 de 23 de setembre.
La Llei General Pressupostària proposà classificar els crèdits per programes.
La Constitució espanyola de 1978 establí les característiques generals dels PGE en l'article 134.2.
El Reial Decret 324/1986, de 10 de febrer, establí un nou sistema d'informació comptable per l'Administració de l'Estat. Aquest es posà en marxa des del 1986.
El Reial Decret Legislatiu 1091/1988 de 23 de setembre, aprovà el Text Refòs de la Llei General Pressupostària. Amb aquesta norma jurídica s'especificà què englobava el terme "sector públic estatal" empleat per la Constitució i l'introducció de l'obligació de totes les societats estatals de presentar pressupostos que han de ser aprovats pel Consell de Ministres.

## Normativa actual
- Reial Decret Legislatiu 1091/1988, de 23 de setembre, del Text Refòs de la Llei General Pressupostària (BOE núm. 234, de 29 de setembre de 1988): consta de 154 articles repartits en nou títols, dos disposicions addicionals, tres transitòries i una derogatòria.[14]
- Lleis anuals de pressupostos: contenen les normes cojunturals definides per a gestionar els pressupostos de l'exercici corresponent i, si es creu convenient, modificar (sense poder crear-ne de nous) tributs.
- Ordre anual del Ministeri d'Economia i Hisenda que dicten normes per a l'elaboració dels PGE: concreten l'estructura i contingut dels PGE de l'exercici següent, el procediment de discussió d'aquests, els terminis de remissió de la informació i altres elements per a elaborar l'avantprojecte de llei de PGE.
- Resolucions de la Direcció General de Pressupostos: estableixen els codis que defineixen el contingut de les partides pressupostàries.[15]
- Reglament del Congrés dels Diputats: estableix com es tramiten les lleis de pressupostos i crèdits extraordinaris i suplements de crèdit (arts. 21, 109-123, 126 i 133-135 del reglament de 10 de febrer de 1982).
- Reglament del Senat: arts. 56, 104-107 i 148 a 151 en el reglament de 26 de maig de 1982.
- Llei Orgànica del Consell d'Estat de 23 d'abril de 1980, art. 22.14, que regula latramitació de les modificacions pressupostàries.
- Ordre del Ministeri d'Economia i Hisenda de 22 de febrer de 1982 sobre documentació i tramitació dels expedients de modificacions dels crèdits.
- Llei Orgànica de Finançament de les Comunitats Autònomes (LOFCA)
- Llei del Fons de Compensació Territorial
- Llei reguladora de la cessió de tributs de l'Estat a les Comunitats Autònomes, de 28 de desembre de 1983.
- Acord del Consell de Ministres pel qual es crea el Comitè per a l'elaboració del Pressupost Plurianual d'Inversions Públiques.
- Reial Decret de 21 de desembre de 1979: creà les oficines pressupostàries dels departaments ministerials.
- Reial Decret de 10 de febrer de 1986: amb la que s'implanta el nou sistema d'informació comptable.
- Ordre de 16 de desembre de 1986, sobre operatòria i tramitació a seguir en l'execució del pressupost de despeses de l'Estat.[16]